# Кокс, Никки
Нико‌ль «Ни‌кки» Э‌йвери Кокс (англ. Nicole "Nikki" Cox; род. 2 июня 1978, Лос-Анджелес, Калифорния) — американская актриса и танцовщица.

## Карьера
Никки Кокс начала карьеру в возрасте четырёх лет как танцовщица в балетных постановках на телевидении. В дальнейшем она снялась в таких сериалах, как «Спасатели Малибу», «Webster», «California Dreams», «Звёздный путь: Следующее поколение» и «Blossom».
С 1993 по 1995 год играла в телесериале «Главный госпиталь», а также снялась в видеоклипе Майкла Джексона «Moonwalker».
Известность пришла к актрисе после участия в сериале «Несчастливы вместе» (1995—1999), где она сыграла одну из главных ролей. Затем последовали роли в «The Norm Show» (1999) и «Nikki» (2000—2002).
В 2003 году Кокс получила роль в сериале «Лас-Вегас», однако в 2005 году её героиня покидает проект, и актриса переходит в сериал «Страсти».
Кокс также снималась в кино: в боевике «Терминатор 2: Судный день» (1991), триллере «Мерцающий» (1996), комедии «Пустынная улица» (2008) и других. Также она озвучила игру «Leisure Suit Larry: Box Office Bust» для компании «Sportsbook.com».

## Личная жизнь
С 2006 по 2018 год была замужем за актёром Джеем Мором. У них есть сын — Мередит Дэниел Мор (род. 5 мая 2011).

## Фильмография
- Говорящая с призраками (2008)
- Лас-Вегас (2003—2008)
- Чокнутый профессор 2: Семья Клампов (2000)
- Мерцающий (1996)
- Несчастливы вместе (1995—1999)
- Няня (1993—1999)